# Льниська
Льниська (пол. Lniska) — село в Польщі, у гміні Жуково Картузького повіту Поморського воєводства.
Населення — 420 осіб (2011).

## Демографія
Демографічна структура станом на 31 березня 2011 року:
|          | Загалом | Допрацездатний вік | Працездатний вік | Постпрацездатний вік |
| -------- | ------- | ------------------ | ---------------- | -------------------- |
| Чоловіки | 202     | 67                 | 123              | 12                   |
| Жінки    | 218     | 66                 | 129              | 23                   |
| Разом    | 420     | 133                | 252              | 35                   |